# Ñusta
«Ñusta» (quechua: ñust’a) era el nombre para las princesas en el Imperio inca. Los tipos de parentesco de las ñustas eran dos: las que eran hijas (usualmente vírgenes) del Inca, o las que eran las esposas secundarias del Inca, siendo el equivalente a concubinas. Las ñustas - en especial las que eran hijas de la Coya (la esposa principal del Inca) - vivían temporalmente en el Acllahuasi, templo donde eran entrenadas las acllas, mujeres elegidas en diferentes partes del Tahuantinsuyo para recibir una educación avanzada.

## Ñustas conocidas

### Hijas del Inca
- Quispe Sisa
- Cora Ocllo
- Francisca Coya
- Chimpu Ocllo

#### Hijas de la Coya
- Mama Ocllo Coya

- Chuqui Huipa
- Cusi Huarcay
- Beatriz Clara Coya

### Esposas secundarias del Inca
- Paccha Duchicela
- Contarhuacho
- Añas Colque

## Fiestas

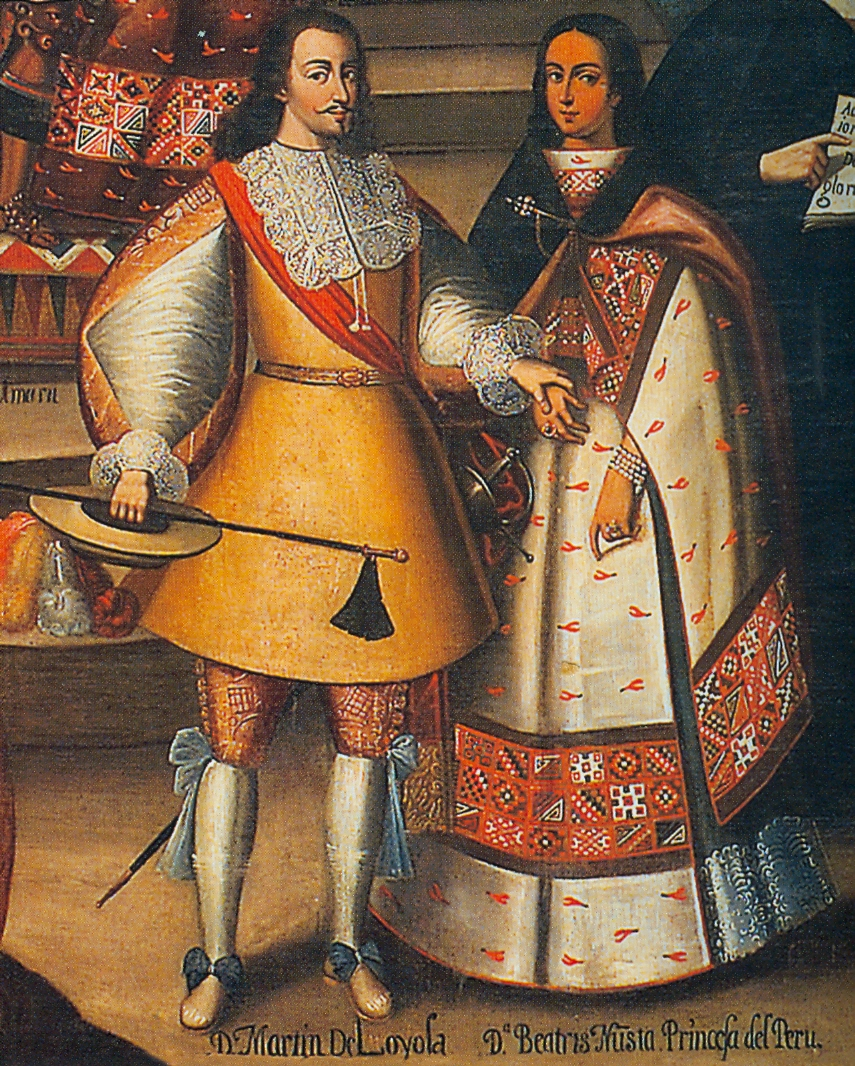
Don Martín de Loyola y Doña Beatris Ñusta Princesa del Perú, imagen de un cuadro del siglo XVII de la Iglesia de la Compañía, Cuzco (Perú).

En el Perú, Bolivia, el Ecuador, el norte de Chile y la Argentina se sigue festejando la tradición de la Fiesta de la Pachamama ('Madre Tierra'). En ella se elige a la mujer de mayor edad del pueblo, que encarna la Madre Tierra, y a una adolescente virgen o ñusta, que simboliza la tierra que todavía no fue fecundada. También bailan y cantan copleras aborígenes. La celebración continúa con la entrega de las ofrendas en las apachetas (lugares en donde los viajeros tradicionalmente le dejaban alguna de sus pertenencias al apu tutelar). Se entrega vino, maíz, aguardiente, piedras y flores, entre otros. Tras las ofrendas a la divinidad, la mujer mayor encabeza los agradecimientos y ruega a la Pachamama por su protección.

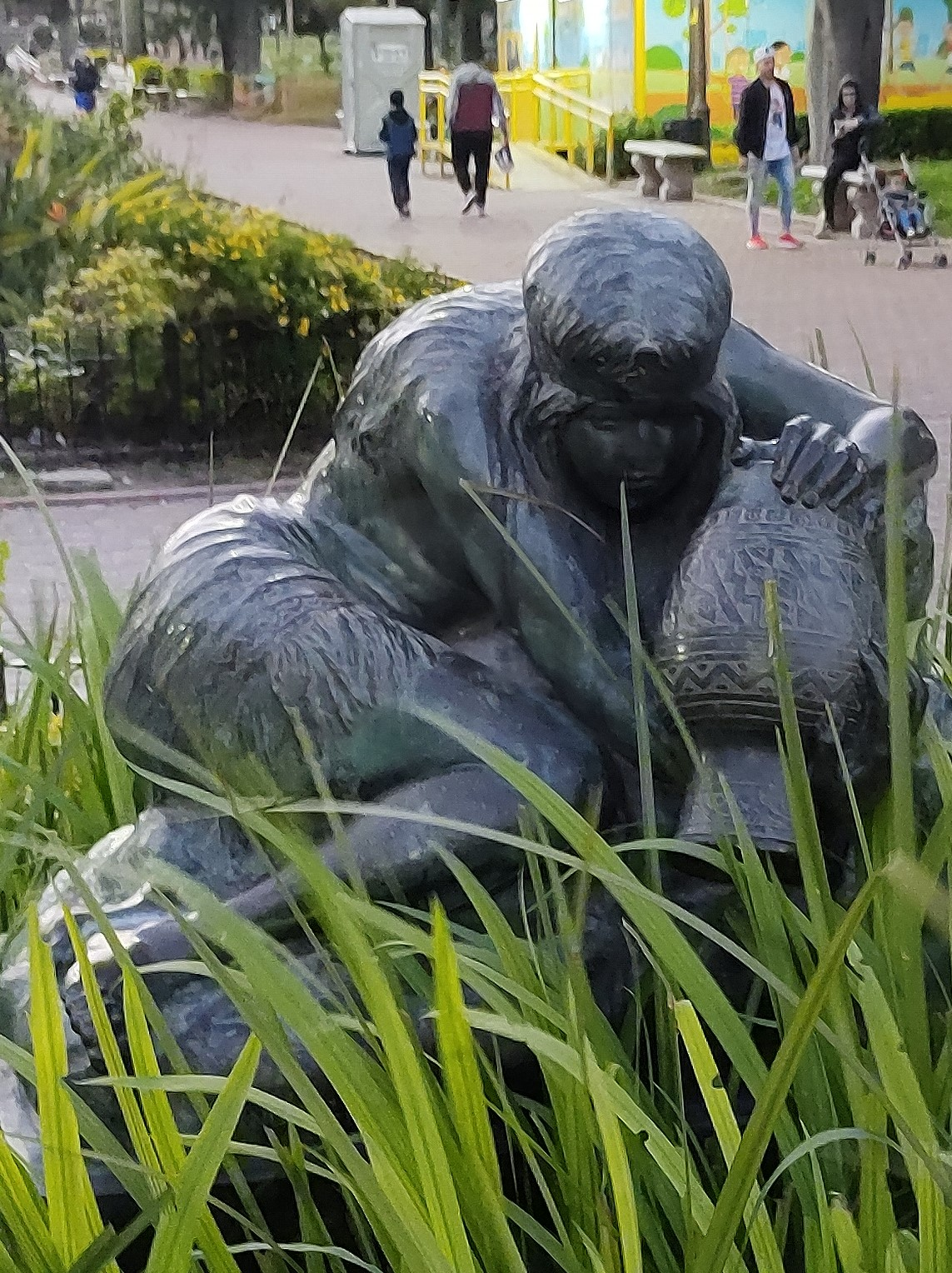
Ñusta, de Emilio Andina, escultura en Buenos Aires.